# Hamburger Medien Haus
Die HMH Hamburger Medien Haus Vertriebs GmbH war ein Publisher von Videospielen. Die in Hamburg ansässige Tochter der zur Langenscheidt Verlagsgruppe München gehörigen Hexaglot Holding GmbH wurde 1995 gegründet. Schwerpunkt der Geschäftstätigkeit bildeten Publishing und Vertrieb von Entertainment-Produkten in den Bereichen Software und Film.
Am 5. November 2009 meldete das Hamburger Medien Haus Insolvenz an. Die schlechte Jahresbilanz von 2008 und auch das flaue Jahr 2009 haben zu dieser Entscheidung geführt. Am 1. Februar 2010 wurde das Insolvenzverfahren (Registergericht Hamburg Az. 67b IN 276/09) eröffnet und der Rechtsanwalt Sven-Holger Undritz der Kanzlei White & Case zum Insolvenzverwalter ernannt.

## Partner und eigene Marke
Das Unternehmen arbeitete im Rahmen von strategischen Allianzen mit Partnern zusammen und Copublishing, sowie Distribution von Software innerhalb des deutschsprachigen europäischen Raums beinhaltete.
Auszug der aktuellen Partnerschaften:
- ADAC Verlag
- Brockhaus
- Coppenrath
- Cornelsen
- Duden
- Langenscheidt

Im Jahr 2007 wurde mit der Media-Saturn-Holding ein Joint-Venture eingegangen und mit dem britischen Publisher Codemasters die HMH Retail Service GmbH, gegründet.
HMH entwickelte und vertrieb eigene Produkte unter der Marke zoneLINK und veröffentlichte sie unter dem Label HMH Interactive für PC, Mac, Nintendo DS, Nintendo Wii und iPhone.

## Veröffentlichte Titel
(Auswahl)
- Treasure Island (2008), Point-and-Click-Adventure für PC von Radon Labs
- Travel Coach EUROPE 1-3 (seit 2008), Interaktive Reise- und Sprachführer-Reihe für Nintendo DS
- Duden PowerQuiz Allgemeinbildung (seit 2008), Quizspiel-Reihe für Nintendo DS
- The Book of Unwritten Tales (2009), Point & Click-Adventure für PC von King Art
- Playmobil Piraten – Volle Breitseite (2008), von Playmobil lizenziertes Geschicklichkeitsspiel für Nintendo DS
- HMH Vokabeltrainer (seit 2008), Sprachlernspiel-Reihe für Nintendo DS
- "Felix – Wundersame Reise durch die Zeit" für MAC und PC HMH INTERACTIVE
- Felix – Ein Koffer voller Spiele für PC von HMH INTERACTIVE
- GEOlino PowerQuiz – Wissen für Kinder für Nintendo DS von HMH INTERACTIVE
- Ikou – Intelligenztrainer für Kids für Nintendo DS von HMH INTERACTIVE